# Majtie Kolberg
Majtie Kolberg (* 5. Dezember 1999 in Bad Neuenahr-Ahrweiler) ist eine deutsche Mittelstreckenläuferin, die sich auf die 800 Meter spezialisiert hat.

## Karriere
Bei den Deutschen Hallenmeisterschaften 2020 in Leipzig gewann Kolberg die Bronzemedaille über 800 Meter.
Sie wurde Siebte über 1500 Meter bei der Team-Europameisterschaft 2021 in Chorzów.
2024 wurde sie deutsche Freiluftvizemeisterin in Braunschweig über 800 Meter und Fünfte bei den Europameisterschaften 2024 in Rom. Bei den Olympischen Spielen 2024 in Paris erreichte Kolberg das Halbfinale.

## Privates
Kolberg ist mit dem Leichtathleten Manuel Sanders liiert.